# Medicine Bow (Wyoming)
Pour les articles homonymes, voir Medicine Bow.
Medicine Bow est une municipalité américaine située dans le comté de Carbon au Wyoming.
Lors du recensement de 2010, sa population est de 284 habitants. La municipalité s'étend sur 3,46 milles carrés (8,96 km2).
La localité doit son nom à la rivière Medicine Bow.
Elle est la ville où se situe le Shiloh ranch de la série télévisée Le Virginien.
Elle est citée dans le chapitre 28 du livre Le Tour du monde en quatre-vingts jours de Jules Verne.